# Polystyrène choc
Pour les articles homonymes, voir Polystyrène (homonymie).
Le « polystyrène choc » (SB) (HIPS, high impact polystyrene en anglais) est un copolymère à greffons issu du greffage de polybutadiène au cours de la polymérisation du styrène. Le SB est une matière de grande consommation. Il appartient à la famille des polymères styréniques. 

## Caractéristiques
Le « PS choc » est plus résistant aux chocs que le polystyrène « cristal » (PS).
Il est plus souple et plus difficile à souder, et aussi moins transparent.
Dans la nature, il produit des déchets à longue durée de vie (et notamment des microplastiques posant problème dans les eaux marines)[réf. souhaitée]. 
Il contient souvent un agent ignifugeant bromé.